# مانک‌پور
مانک‌پور (به انگلیسی: Manakpur) یک روستا در پاکستان است که در پنجاب واقع شده‌است. مانک‌پور ۷۲۶ متر بالاتر از سطح دریا واقع شده‌است.